# Alex Brosque
Alex Brosque (Sídney, Nueva Gales del Sur, Australia, 12 de octubre de 1983) es un exfutbolista australiano. Jugaba de delantero y su último equipo fue el Sydney de Australia. Es de ascendencia uruguaya.

## Clubes
| Club                  | País         | Año       |
| --------------------- | ------------ | --------- |
| Marconi Stallions     | Australia    | 2001–2004 |
| Feyenoord de Róterdam | Países Bajos | 2004–2005 |
| KVC Westerlo (cedido) | Bélgica      | 2004–2005 |
| Brisbane Roar         | Australia    | 2005–2006 |
| Sydney                | Australia    | 2006–2010 |
| Shimizu S-Pulse       | Japón        | 2011–2012 |
| Al-Ain                | EAU          | 2012–2014 |
| Sydney                | Australia    | 2014–2019 |

## Palmarés

### Títulos nacionales
| Título               | Club      | País      | Año  |
| -------------------- | --------- | --------- | ---- |
| A-League             | Sydney FC | Australia | 2010 |
| Liga Árabe del Golfo | Al-Ain    | EAU       | 2013 |
| Copa Presidente      | Al-Ain    | EAU       | 2014 |
| A-League             | Sydney FC | Australia | 2017 |
| FFA Cup              | Sydney FC | Australia | 2017 |
| A-League             | Sydney FC | Australia | 2019 |

### Distinciones individuales
| Distinción                               | Año  |
| ---------------------------------------- | ---- |
| Máximo goleador de la A-League (8 goles) | 2006 |